# Sant Martí de la Roca (Cameles)
Sant Martí de la Roca és una capella aïllada del terme comunal de Cameles, de la comarca del Rosselló, a la Catalunya Nord. És al cim de la muntanya del mateix nom de la capella, al sud del poble de Cameles, a 675 m en línia recta, amb un desnivell de 190 metres.
Tot i que la seva estructura i detalls constructius fan remuntar l'església al segle xi, no hi ha cap esment documental fins al 1259, any en què Guillem de Freixe, de Cameles, li concedí un llegat. La capella fou restaurada el 1637 pel capellà, fill de Cameles, Honorat Ciuró, qui s'hi retirà com a ermità.
Inicialment de nau única amb absis semicircular, al segle xiv hi fou afegida a migdia una nau lateral amb el seu absis també semicircular. L'original, però, presenta arcuacions llombardes sobre lesenes, mentre que l'afegit és llis.
Una imatge romànica del segle xii procedent d'aquesta església es conserva actualment a l'església parroquial de Sant Fruitós de Cameles. Asseguda damunt d'un tron de respatller semicircular, la Mare de Déu té l'Infant assegut damunt de la falda. El Nen Jesús fa el gest de beneir, mentre que la mare té la mà esquerra en acció de sostenir el nen, i la dreta com si aguantés un objecte, a l'estil de la bola que tenen altres imatges semblants. La Mare de Déu va vestida amb una túnica blava decorada amb flors, un mantell vermell i caputxa clara. El Nen, túnica vermella i mantell verdós.